# Марко Бейрон
Марко Бейрон (англ. Marco Baron, нар. 8 квітня 1959, Монреаль) — канадський хокеїст, що грав на позиції воротаря.

## Ігрова кар'єра
Професійну хокейну кар'єру розпочав 1979 року.
1979 року був обраний на драфті НХЛ під 99-м загальним номером командою «Бостон Брюїнс». 
Протягом професійної клубної ігрової кар'єри, що тривала 7 років, захищав кольори команд «Бостон Брюїнс», «Лос-Анджелес Кінгс», «Едмонтон Ойлерс» та «Амбрі-Піотта».

## Нагороди та досягнення
- Друга команда всіх зірок ГЮХЛК — 1978.

## Статистика НХЛ
| 1979–80      | «Бостон Брюїнс»      | НХЛ          | 1  | 0  | 1  | 0 | — | 40   | 2   | 0 | 3.00 |      |
| 1980–81      | «Бостон Брюїнс»      | НХЛ          | 10 | 3  | 4  | 1 | — | 507  | 24  | 0 | 2.84 |      |
| 1981–82      | «Бостон Брюїнс»      | НХЛ          | 44 | 22 | 16 | 4 | — | 2515 | 144 | 1 | 3.44 | .863 |
| 1982–83      | «Бостон Брюїнс»      | НХЛ          | 9  | 6  | 3  | 0 | — | 516  | 33  | 0 | 3.84 | .858 |
| 1983–84      | «Лос-Анджелес Кінгс» | НХЛ          | 21 | 3  | 14 | 4 | — | 1211 | 87  | 0 | 4.31 | .863 |
| 1984–85      | «Едмонтон Ойлерс»    | НХЛ          | 1  | 0  | 1  | 0 | — | 33   | 2   | 0 | 3.64 | .778 |
| Усього в НХЛ | Усього в НХЛ         | Усього в НХЛ | 86 | 34 | 39 | 9 |   | 4822 | 292 | 1 | 3.63 | .862 |